# Gobuntu
Gobuntu je službena inačica Ubuntu Linux operativnog sustava, koja se sastoji isključivo od slobodnog softvera. Od 10. srpnja 2007. razvojne verzije su javno dostupne putem Interneta.

## Povijest
Mark Shuttleworth je ideju o stvaranju inačice Ubuntu operativnog sustava - nazvane Gnubuntu - koja bi se sastojala isključivo od slobodnog softvera, prvi puta spomenuo 24. studenog 2005. Nakon što je Richard Stallman izrazio protivljenje predloženom nazivu, projekt je preimenovan u Ubuntu-libre.
U najavi verzije 7.10 Ubuntua, 12. travnja 2007., Mark Shuttleworth je najavio da će, uz postojeće inačice, izaći i u inačici koja će sadržavati isključivo slobodno softver.
Konačno, Mark Shuttleworth je službeno najavio Gobuntu 10. srpnja 2007.

## Također pogledajte
- Ubuntu
- Kubuntu
- Xubuntu
- Edubuntu

## Vanjske poveznice
- Službena stranica (za sada preusmjerava na www.ubuntu.com)
- Razvojne verzije